# 西蘭河
西蘭河（Siran River），位於巴基斯坦開伯爾-普什圖省東部地區，是印度河左岸的一條支流。西蘭河發源巴塔格蘭縣的曼達古恰冰川（Manda Gucha Glacier），幹流向南流經曼瑟拉縣，於哈利普爾縣注入印度河。
1974年，位於西蘭河口下游約10公里處的印度河塔貝拉壩興建完成並蓄水後，西蘭河下游河段已成為塔貝拉水庫的一部分。